# Сайид-Ахмад II

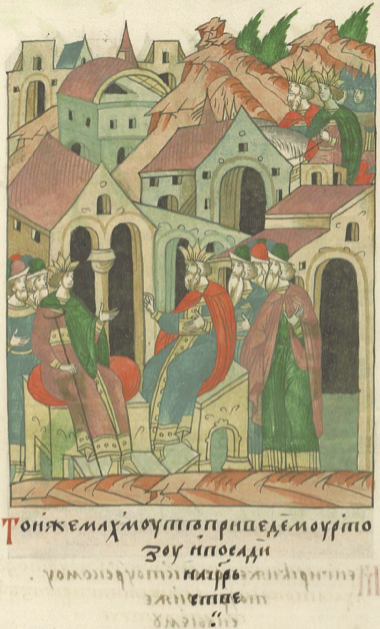
Муртуза и Сайид-Ахмат II на ханском престоле

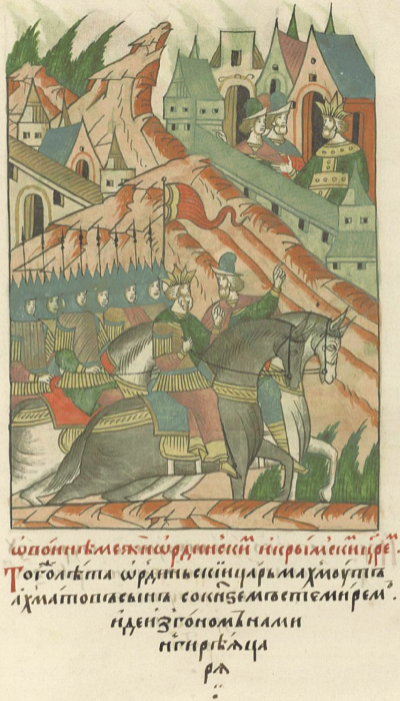
Сайид-Ахмад II и Тимур в походе на Менгли I Герея

Сайид-Ахмад II  (тат. Səyetəxmət, Сәетәхмәт) — один из последних ханов Золотой орды, сын хана Ахмата, убитого вскоре после неудачного похода на Русь, завершившегося стоянием на Угре.
После гибели Ахмат-хана борьбу за наследство продолжили его сыновья Муртаза, Сайид-Ахмад и Шейх-Ахмед. Они уже не обладали такой властью как их отец, но могли собрать достаточное число сторонников, что позволяло им оставаться на политической арене ещё около 50 лет. После убийства Ахмад-хана его бекляри-бек Тимур мангыт, сумел найти в степи старших детей хана Муртазу и Сайид-Ахмада и скрылся с ними в Крыму. Крымский хан Менгли I Герай охотно принял беглецов, но относился к ним скорее как к почётным пленникам, чем к гостям или союзникам.
Ибак, Муса и Ямгучи, убившие хана Ахмата в результате внезапного набега, и не пытались захватить ханскую власть. Они не имели достаточной поддержки ордынской знати. Возник вакуум власти, в результате ханом был провозглашен единственный реальный и легитимный претендент Шейх-Ахмед, что произошло в конце 1481 или в 1482 году.
Его старшие братья в 1485 году попытались бежать из Крыма, Менгли-Гирею удалось захватить Муртазу, но Сайид-Ахмату вместе с Тимур мангытом удалось бежать в Дешт-и-Кипчак. Там он был также провозглашен ханом, но до конфронтации между братьями дело не дошло. В том же или в следующем году Сайид-Ахмат и Тимур мангыт внезапно напали на Менгли-Гирея, когда он распустил основное войско. Им удалось освободить Муртазу, но осада столицы, которую оборонял Менгли-Гирей к результату не привела. Братья разорили Эски-Кырым и пытались захватить турецкую Кафу. Не добившись особых успехов, при отступлении из Крыма они были атакованы Менгли-Гиреем, который уже успел мобилизовать какие-то силы и отбил у братьев всех пленников.
Несмотря на отступление из Крыма, братья чувствовали себя победителями, а Муртаза провозгласил себя ханом. В это время в степи было уже три хана, но до столкновения дело не доходило. В 1486 году брат Сайид-Ахмата Муртаза сделал неудачную дипломатическую попытку лишить престола Менгли-Гирея с помощью его старшего брата Нур-Девлета, который в это время находился в Москве, то ли в почётном плену, то ли на службе у Ивана III и в этом году был посажен Касимовским ханом. Неуспех этой авантюры сильно подорвал авторитет Муртазы. Сайид-Ахмат всё более сближается с Шейх-Ахмедом. В 1490 Шейх-Ахмед и Сайид-Ахмат предпринимают попытку захвата Крыма. Они усыпляют бдительность Менгли-Гирея переговорами, а затем внезапно нападают на Крым со своим союзником Астраханским ханом Абд ал-Керимом. Они разоряют северные земли Крыма, после чего отступают на нижний Днепр. Менгли-Гирей быстро отмобилизовал свои силы, получил 2000 янычар от турецкого султана Баязида II, а Иван III двинул на юг войско под командованием казанского хана Мухаммед-Амина и нового Касимовского хана Сатылгана, сына Нур-Девлета. Братья срочно отступили в свои владения.
Баязид II, видимо, намеревался отправить против ордынцев войска, чтобы наказать их за нападение на его верного вассала. Тогда Муртаза послал ему послание, в котором говорил, что в Крым он не ходил, что во всём виноват Сайид-хан, но и тот раскаивается в своём поступке. Успокоенный мирными заверениями, Баязид не стал начинать карательной операции.
Шейх-Ахмат для улучшения отношений с ногайцами в 1493 г. поспешно женился на дочери ногайского бия Мусы, что вызвало негативную реакцию ордынской знати, которая свергла его и поставила ханом Муртазу. При этом его соправитель Сайид-хан и бекляри-бек Хаджике мангыт остались на своих местах. Однако уже в июне 1494 Шейх-Ахмат вернул власть, а Муртаза и бекляри-бек Хаджике скрылись на Тереке у черкесов. Новым бекляри-беком был назначен Таваккул, сын Тимур мангыта, бывшего бекляри-беком ещё у Ахмата. Сайид-хан оставался соправителем, но после этого в политике активного участия не принимал.
Зимой 1500-01 Шейх-Ахмед готовит нападение на Крым, он призывает своих братьев Сайид-хана и даже Муртазу, а также старого союзника астраханскому хана Абд ал-Керима. Александр оказал ему финансовую помощь, прислав 30000 червонцев. Однако к Шейх-Ахмеду присоединился только Сайид-хан. Братья встретились у впадения в Дон реки Сосна. Менгли-Гирей со своими войсками уже ожидал их. Братья встали укреплённым лагерем, но между ними произошла бессмысленная ссора, в результате Сайид-хан и ещё один брат Бахадур-султан покинули лагерь. С Шейх-Ахмедом остались братья Хаджи-Ахмад (калга-наследник) и Джанай, а также бекляри-бек Таваккул.
Причина ссоры нелепа, но характерна для отражения нравов. Люди Шейх-Ахмеда выкрали из лагеря Сайид-хан двух богатых торговцев, видимо для выкупа. Когда Сайид-хан направил к брату гонца с требованием освободить людей, тот приказал казнить гонца.

## Источник
- Почекаев Р. Ю. Цари ордынские. Биографии ханов и правителей Золотой Орды. — СПб.: Евразия, 2010. — 408 с. — ISBN 978-5-91852-010-9.